# 德里 (堪薩斯州)
德里（英語：Delhi）是位於美國堪薩斯州奧斯伯恩縣的一個鬼鎮。

## 歷史
德里的郵政局於1875年設立，直到1894年結束營運。現時德里沒有任何遺址存在。

## 地理
德里所處的海拔為高於海平面502米（即1647英呎），而該地所採用的時區為UTC-6，即北美中部時區（CST）。同時該地設有夏令時間，為UTC-6調快一小時，即UTC-5（CDT）。